# Giovanni Battista Stucchi
Giovan Battista Stucchi, detto Gibi (Monza, 9 ottobre 1899 – Predazzo, 31 agosto 1980) è stato un partigiano, politico e avvocato italiano, combattente della Resistenza con il nome di battaglia di Marco Federici.

## Biografia
Nato a Monza in una famiglia di piccoli industriali produttori di cappelli, a diciotto anni, dopo gli studi al Regio Liceo Ginnasio Giuseppe Parini di Milano, visse la prima esperienza militare durante la prima guerra mondiale, come uno dei ragazzi del '99, inviato a combattere col grado di sottotenente di fanteria sul fronte del Piave.
Si laureò in legge all'Università di Pavia nel 1922, dove conobbe Ferruccio Ghinaglia prima dell'assassinio da parte dei fascisti, e aprì nella sua città natale uno studio legale come avvocato civilista, avvicinandosi al contempo ai valori dell'antifascismo ma senza impegnarsi direttamente nell'attività politica.
Fu richiamato nel 1939 col grado di capitano nel battaglione Valtellina del 5º Reggimento Alpini, allora appartenente alla Tridentina, e inviato in Russia col Corpo di spedizione italiano tra il 1941 e il 1942.
Partecipò alla drammatica ritirata del Don e alla battaglia di Nikolaevka, riuscendo infine a rientrare in Italia e a riallacciare i contatti con gli amici Gianni Citterio, Leopoldo Gasparotto e Antonio Gambacorti Passerini, già impegnati nella Resistenza.
L'armistizio colse Stucchi ancora mobilitato col comando del 5º Reggimento presso la città tirolese di Fortezza, dove, unico fra gli ufficiali, riuscì a sfuggire alla cattura dei tedeschi calandosi da una finestra del suo alloggio.
Ponendosi alla guida di un gruppo di alpini sbandati riuscì ad attraversare l'Alto Adige e a giungere con soli 15 uomini in Val di Sole. Da lì proseguì verso la zona di Sondrio dove, appreso della liberazione di Mussolini, decise di abbandonare la divisa e di unirsi alla lotta partigiana.
Aderì col nome di "Magni" all'organizzazione clandestina del Partito Socialista, coordinato a Milano dal suo amico Roberto Veratti, e venne designato a rappresentare il suo partito nel Comitato militare del CLNAI, il Corpo volontari della libertà, con il compito di organizzare i nascenti gruppi di combattenti partigiani nelle zone della Val d'Ossola, di Varese e della Brianza.
Dal marzo del 1944 venne nominato Delegato militare del CLNAI in Svizzera, col compito di mantenere i contatti e stipulare accordi coi rappresentanti degli eserciti alleati, assumendo il nome di battaglia con cui è più noto "Marco Federici".
Desideroso di rientrare in Italia per partecipare in prima persona alla guerra di Liberazione, riuscì infine nel settembre 1944 a farsi assegnare in Val d'Ossola, liberata in seguito ad azioni partigiane da ogni presenza tedesca e repubblichina e considerata decisiva per le sorti della guerra.
A seguito della nascita della Repubblica partigiana dell'Ossola fu nominato dalla Giunta provvisoria di Governo Comandante militare unico, constatando però l'impossibilità di coordinare efficacemente bande partigiane frazionate e schieramenti politici così eterogenei.
Attaccati da forze fasciste superiori e meglio armate, privi dell'aiuto logistico promesso dagli eserciti alleati, l'esperienza della Repubblica partigiana si concluse nel corso di ottobre costringendo il comandante Federici, i membri del Governo provvisorio e parte della popolazione ossolana timorosa di rappresaglie a varcare il confine svizzero, dove furono arrestati e internati come rifugiati.

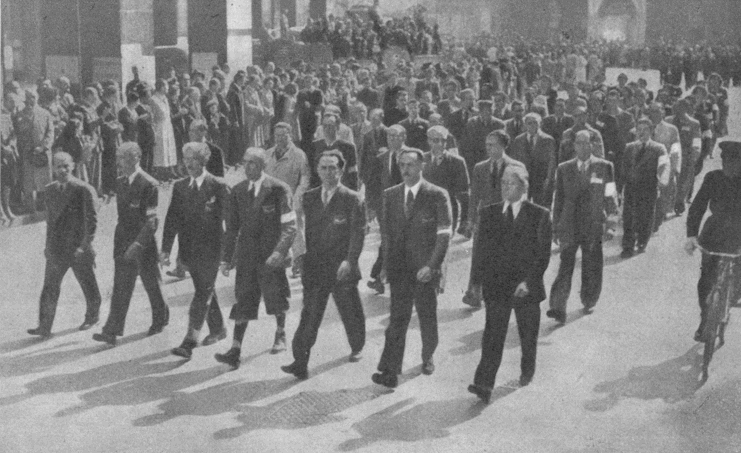
Il Comando generale del Clv apre la sfilata del 6 maggio 1945 a Milano. Stucchi è il secondo da sinistra.

Stucchi riuscì nuovamente a scappare dall'internamento e a raggiungere Lugano dove riprese le funzioni di Delegato militare del CLNAI e continuò a sostenere la resistenza ossolana, rientrando infine a Milano nel febbraio 1945 per sostituire Sandro Pertini come membro per il PSIUP del Comando Generale del Corpo volontari della libertà e rappresentante delle Brigate Matteotti.
Dopo aver vissuto le giornate dell'insurrezione generale, sfilò per le vie di Milano con tutti i componenti del Comando generale della Resistenza.
Dopo la guerra riprese la professione di avvocato e intraprese la carriera politica.
Nel 1953 fu eletto deputato della II Legislatura del Parlamento Italiano nelle file del Partito Socialista e dal 1946 al 1975 ricoprì l'incarico di consigliere comunale a Monza.
Scrisse numerose memorie e testimonianze sul periodo della Resistenza.
È sepolto nel Cimitero Urbano di Monza assieme agli 80 caduti della Guerra di Liberazione.